# الغويل (دوعن)

'

تعديل مصدري - تعديل

الغويل هي إحدى قرى عزلة صيف بمديرية دوعن التابعة لمحافظة حضرموت، بلغ تعداد سكانها 69 نسمة حسب تعداد اليمن لعام 2004.